# Río Escabas
El río Escabas es un corto río de la parte centrooriental de España, un afluente por la izquierda del río Guadiela, situado en el norte de la provincia de Cuenca, en plena Serranía. Tiene una longitud de 60 km y drena una pequeña cuenca de 706 km².

## Geografía
Nace en la cañada del Mostajo, a 1500 m de altitud sobre el nivel del mar, en las inmediaciones de la sierra de Tragacete, cercano a los nacimientos de los ríos Cuervo (otro afluente del Guadiela) y Júcar (un río de la cuenca mediterránea).
El Escabas discurre por la provincia de Cuenca, recorriendo tres de sus comarcas: la Serranía Alta, el Campichuelo y La Alcarria. El río atraviesa cinco municipios: Las Majadas, Poyatos, Fuertescusa, Cañamares y Priego.
Tras un recorrido de 60 kilómetros, el Escabas desemboca en el río Guadiela, poco antes de la cola del embalse de Buendía, en el pueblo conquense de Albendea.
Pertenece a la cuenca hidrográfica del Tajo. Su cuenca tiene una superficie de 706 km², de los que 345 km² son propios del Escabas y otros 361 km² son del río Trabaque, principal afluente del Escabas que desemboca en éste cerca de la desembocadura en el Guadiela, junto a Vega Cesma. 
Aunque todos los ríos de la sierra conquense son de aguas limpias y transparentes, las del Escabas, que en su discurrir forma un valle de singular belleza, destacan entre todas, al ser especialmente cristalinas.

## Descripción
Aparece descrito en el séptimo volumen del Diccionario geográfico-estadístico-histórico de España y sus posesiones de Ultramar de Pascual Madoz de la siguiente manera:

ESCABAS: r. en la prov. y part. jud. de Cuenca. Nace de los arroyos de Valsalobre, térm. de las Majadas y Tragacete: es de poco caudal por cuya razon no tiene ningun puente; cria sabrosas truchas.
(Madoz, 1847, p. 506)